# Latvija na Svetovnem prvenstvu v hokeju na ledu 2009
Latvija na Svetovnem prvenstvu v hokeju na ledu 2009 ED, ki je potekalo med 24. aprilom in 10. majem 2009 v švicarskih mestih Bern in Kloten. 

## Postava
- Selektor: Oļegs Znaroks (pomočnika: Harijs Vītoliņš in Mihails Vasilonoks)
- Vratarji: Dmitrijs Žabotinskis, Sergejs Naumovs, Edgars Masaļskis
- Branilci: Rodrigo Laviņš, Oskars Bārtulis, Kārlis Skrastiņš (kapetan), Kristaps Sotnieks, Guntis Galviņš, Aleksandrs Jerofejevs, Georgijs Pujacs, Oļegs Sorokins, Krišjānis Rēdlihs
- Napadalci: Jānis Sprukts, Mārtiņš Karsums, Lauris Dārziņš, Herberts Vasiļjevs, Guntis Džeriņš, Aleksejs Širokovs, Aleksandrs Ņiživijs, Miķelis Rēdlihs, Armands Bērziņš, Roberts Jekimovs, Aigars Cipruss, Mārtiņš Cipulis, Ģirts Ankipāns

## Tekme

### Skupinski del
| 25. april 2009 | ZDA | 4 – 2 | Latvija | PostFinance Arena, Bern |

| Poročilo tekme | Poročilo tekme                                                          | Poročilo tekme         | Poročilo tekme                            | Poročilo tekme                                             |
| -------------- | ----------------------------------------------------------------------- | ---------------------- | ----------------------------------------- | ---------------------------------------------------------- |
| Začetek: 16:15 | J. Johnson 11:15 D. Stafford 31:13 J. Johnson 35:31 P. O'Sullivan 46:03 | ( 1 – 1, 2 – 1, 1 – 0) | 04:40 (PP1) H. Vasiļjevs 26:39 M. Karsume | Gledalci: 7.840 Sodnika: Ole Hansen Sodnika: Danny Kurmann |

| 27. april 2009 | Latvija | 3 – 2 (PS) | Švedska | PostFinance Arena, Bern |

| Poročilo tekme | Poročilo tekme                                                  | Poročilo tekme                       | Poročilo tekme                          | Poročilo tekme                                                  |
| -------------- | --------------------------------------------------------------- | ------------------------------------ | --------------------------------------- | --------------------------------------------------------------- |
| Začetek: 20:15 | K. Rēdlihs (PP1) 30:20 L. Dārziņš 39:15 A. Ņiživijs (GWG) 65:00 | ( 0 – 1, 2 – 0, 0 – 1, 0 - 0, 1 - 0) | 15:26 L. Omark 40:44 (PP1) M. Johansson | Gledalci: 4.421 Sodnika: Vladimir Baluska Sodnika: Brent Reiber |

| 29. april 2009 | Avstrija | 0 – 2 | Latvija | PostFinance Arena, Bern |

| Poročilo tekme | Poročilo tekme | Poročilo tekme         | Poročilo tekme                    | Poročilo tekme                                                    |
| -------------- | -------------- | ---------------------- | --------------------------------- | ----------------------------------------------------------------- |
| Začetek: 16:15 |                | ( 0 – 1, 0 – 0, 0 – 1) | 19:15 M. Cipulis 54:56 G. Džeriņš | Gledalci: 5.274 Sodnika: Sami Partanen Sodnika: Daniel Piechaczek |

### Kvalifikacijski krog
| 30. april 2009 | Švica | 1 – 2 (PS) | Latvija | PostFinance Arena, Bern |

| Poročilo tekme | Poročilo tekme        | Poročilo tekme                       | Poročilo tekme                                 | Poročilo tekme                                                   |
| -------------- | --------------------- | ------------------------------------ | ---------------------------------------------- | ---------------------------------------------------------------- |
| Začetek: 20:15 | A. Ambühl (PP1) 58:29 | ( 0 - 1, 0 - 0, 1 - 0, 0 - 0, 0 - 1) | 15:30 (PP1) M. Cipulis 65:00 (GWG) A. Ņiživijs | Gledalci: 9.771 Sodnika: Vladimir Baluska Sodnika: Derek Zalaski |

| 2. maj 2009 | Francija | 1 – 7 | Latvija | PostFinance Arena, Bern |

| Poročilo tekme | Poročilo tekme  | Poročilo tekme         | Poročilo tekme | Poročilo tekme                                                   |
| -------------- | --------------- | ---------------------- | --- | ---------------------------------------------------------------- |
| Začetek: 16:15 | L. Tardif 51:38 | ( 0 – 1, 0 – 2, 1 – 4) | 07:29 (PP1) A. Ņiživijs 21:19 M. Cipulis 23:55 L. Dārziņš 46:39 K. Skrastiņš 48:18 A. Jerofejevs 52:24 Ģ. Ankipāns 52:39 M. Cipulis | Gledalci: 6.472 Sodnika: Sami Partanen Sodnika: Vladimir Sindler |

| 3. maj 2009 | Latvija | 1 – 6 | Rusija | PostFinance Arena, Bern |

| Poročilo tekme | Poročilo tekme           | Poročilo tekme         | Poročilo tekme | Poročilo tekme                                              |
| -------------- | ------------------------ | ---------------------- | --- | ----------------------------------------------------------- |
| Začetek: 20:15 | H. Vasiļjevs (PP1) 36:05 | ( 0 – 1, 1 – 3, 0 – 2) | 11:43 (PP1) A. Kurjanov 21:01 A. Tereščenko 23:04 (PP1) O. Tverdovski 23:50 A. Kurjanov 43:38 A. Frolov 46:28 O. Tverdovski | Gledalci: 7.228 Sodnika: Peter Orszag Sodnika: Brent Reiber |

### Četrtfinale
| 7. maj 2009 | Kanada | 4 – 2 | Latvija | PostFinance Arena, Bern |

| Poročilo tekme | Poročilo tekme                                                                  | Poročilo tekme         | Poročilo tekme                            | Poročilo tekme                                               |
| -------------- | ------------------------------------------------------------------------------- | ---------------------- | ----------------------------------------- | ------------------------------------------------------------ |
| Začetek: 16:15 | D Heatley 26:37 D. Hamhuis (PP1) 34:03 S. Stamkos (PP1) 37:47 M. Lombardi 43:07 | ( 0 – 0, 3 – 1, 1 – 1) | 37:30 (SH1) G. Galviņš 41:27 H. Vasiļjevs | Gledalci: 8.042 Sodnika: Danny Kurmann Sodnika: Peter Orszag |

## Seznam reprezentantov s statistiko

### Vratarji
| #  | Igralec          | OT | OMIN | PG | PGT  | KM | PPPG | PSHG |
| 30 | Sergejs Naumovs  | 7  | 0    | 0  | 0    | 0  | 0    | 0    |
| 31 | Edgars Masaļskis | 7  | 426  | 18 | 2,53 | 0  | 6    | 0    |
| -- | ---------------- | -- | ---- | -- | ---- | -- | ---- | ---- |

### Drsalci
| #  | Igralec               | OT | DG | DA | TOČ | DGT  | DAT  | DPPG | DPPGT | DSHG | DSHGT | KM |
| 2  | Rodrigo Laviņš        | 6  | 0  | 2  | 2   | 0    | 0,33 | 0    | 0     | 0    | 0     | 4  |
| 3  | Oskars Bārtulis       | 4  | 0  | 0  | 0   | 0    | 0    | 0    | 0     | 0    | 0     | 0  |
| 5  | Jānis Sprukts         | 7  | 0  | 1  | 1   | 0    | 0,14 | 0    | 0     | 0    | 0     | 0  |
| 7  | Kārlis Skrastiņš      | 7  | 1  | 1  | 2   | 0,14 | 0,14 | 0    | 0     | 0    | 0     | 0  |
| 9  | Mārtiņš Karsums       | 6  | 1  | 3  | 4   | 0,17 | 0,5  | 0    | 0     | 0    | 0     | 27 |
| 10 | Lauris Dārziņš        | 7  | 2  | 0  | 2   | 0,29 | 0    | 0    | 0     | 0    | 0     | 18 |
| 11 | Kristaps Sotnieks     | 7  | 0  | 1  | 1   | 0    | 0,14 | 0    | 0     | 0    | 0     | 8  |
| 12 | Herberts Vasiļjevs    | 7  | 3  | 6  | 9   | 0,43 | 0,86 | 2    | 0,29  | 0    | 0     | 6  |
| 13 | Guntis Galviņš        | 7  | 1  | 2  | 3   | 0,14 | 0,29 | 0    | 0     | 1    | 0,14  | 2  |
| 14 | Guntis Džeriņš        | 7  | 1  | 0  | 1   | 0,14 | 0    | 0    | 0     | 0    | 0     | 0  |
| 15 | Aleksandrs Jerofejevs | 7  | 1  | 0  | 1   | 0,14 | 0    | 0    | 0     | 0    | 0     | 6  |
| 16 | Aleksejs Širokovs     | 3  | 0  | 2  | 2   | 0    | 0,66 | 0    | 0     | 0    | 0     | 0  |
| 17 | Aleksandrs Ņiživijs   | 7  | 3  | 5  | 8   | 0,43 | 0,71 | 1    | 0,14  | 0    | 0     | 2  |
| 18 | Georgijs Pujacs       | 7  | 0  | 0  | 0   | 0    | 0    | 0    | 0     | 0    | 0     | 10 |
| 19 | Miķelis Rēdlihs       | 7  | 0  | 2  | 2   | 0    | 0,29 | 0    | 0     | 0    | 0     | 6  |
| 21 | Armands Bērziņš       | 7  | 0  | 0  | 0   | 0    | 0    | 0    | 0     | 0    | 0     | 4  |
| 22 | Oļegs Sorokins        | 5  | 0  | 0  | 0   | 0    | 0    | 0    | 0     | 0    | 0     | 2  |
| 26 | Krišjānis Rēdlihs     | 7  | 1  | 0  | 1   | 0,14 | 0    | 1    | 0,14  | 0    | 0     | 2  |
| 28 | Roberts Jekimovs      | 4  | 0  | 0  | 0   | 0    | 0    | 0    | 0     | 0    | 0     | 4  |
| 29 | Aigars Cipruss        | 7  | 0  | 0  | 0   | 0    | 0    | 0    | 0     | 0    | 0     | 4  |
| 47 | Mārtiņš Cipulis       | 7  | 4  | 2  | 6   | 0,57 | 0,29 | 1    | 0,14  | 0    | 0     | 4  |
| 75 | Ģirts Ankipāns        | 7  | 1  | 2  | 3   | 0,14 | 0,29 | 0    | 0     | 0    | 0     | 6  |
| -- | --------------------- | -- | -- | -- | --- | ---- | ---- | ---- | ----- | ---- | ----- | -- |